# 沅州府
沅州府，元朝末年，由朱元璋設置的府。

沅州府在湖南省的位置（1820年）

至正二十四年（1364年），朱元璋改沅州路置，治所在盧陽縣（今湖南省芷江侗族自治县），屬湖廣行省。轄境相當今湖南省懷化、芷江、洪江、麻陽、新晃等市縣地。明朝洪武九年（1376年）降為沅州，屬長沙府。清朝乾隆元年（1736年）又升為沅州府，治所在芷江縣（今芷江侗族自治县），屬湖南省。嘉慶二十二年（1817年），以芷江縣晃州堡（今新晃侗族自治縣）地劃出六里置晃州直隸廳，轄境縮小。下轄：芷江縣、黔陽縣、麻陽縣。1913年廢。